# Őszi margitvirág
Az őszi margitvirág (morzsika) (Tanacetum parthenium, korábban Chrysanthemum parthenium) a fészkesvirágzatúak (Asterales) rendjének (őszirózsafélék) családjába tartozó, a Balkán-félszigetről származó örökzöld gyógynövény. Európában évszázadok óta termesztik.

## Megjelenése
Évelő, 45–70 cm-re megnövő növény. Felépítése szerteágazó, bokros, a szár alsó része fásodik. Levelei tojásdadok, sárgászöld színűek, csipkés szélűek, szőrösek, szárnyasan összetettek. Fészekvirágzatai nyáron jelennek meg, sátorozó bugába rendeződnek. Számos dísznövényfajtája ismert.

## Hatóanyagai
A növény gazdag szeszkviterpén-laktonokban, főként parthenolidban. Tartalmaz még keserű anyagokat és illóolajat, melynek fő összetevője a kámfor, a bornil-acetát, a pinén. A növény hatóanyagai között megtalálhatóak még a flavonoidok.
Az őszi margitvirágban található természetes rovarölő anyag alapján fejlesztették ki, majd kezdték el a permetrin ipari gyártását.

## Felhasználása
Levelét ételekhez vagy aperitifekhez adva kesernyés, csípős aromát kölcsönözhetünk azoknak. Gyulladáscsökkentő, értágító és enyhén nyugtató hatása van, jól használható migrénes panaszok enyhítésére.
A leveleinek napi rendszeres fogyasztása gátolhatja a migrén és az ízületi gyulladásokért felelős anyag kialakulását.
A virágokat leforrázva fej- és ízületi fájdalmakat, valamint menstruációs görcsöket enyhítő teát készíthetünk. Ugyanez szülés után segítheti a méh regenerálódását.[forrás?] 
Illóolaját a parfümgyártásban használják, a szárított virágbimbókban rovarölő hatású anyagok vannak.

## Megjegyzés
Várandós és szoptató anyáknak ellenjavallt, valamint véralvadási zavarokban szenvedők ne használják. Általánosságban ajánlott ismert hatóanyagtartalmú anyagokat használni gyógyászati célra. Friss leveleit rágva szájfekélyt kaphatunk.
Nem ajánlatos használni verteporfin fotodinámiás kezelésre készülő betegeknek, mert a növény hatóanyagai tapasztalat szerint csökkentik a verteporfin terápiás hatását.